# 中島亨兵
中島 亨兵（なかじま こうへい、1965年9月 - ）は、宮城県出身の芸能関係を主体とする報道制作者。2017年現在は、テレビ朝日報道局報道情報センター 芸能デスクキャップ職にある。

## 人物
芸能レポーターだった梨元勝の元で、テレビ局の芸能記者として経験を積み、現在は、芸能デスク職として、コメンテーターやネット配信番組での情報番組への出演を行っている。
近年では、女性アイドルの活動にも注目しており、過去には、ネット配信番組で、自局のアナウンサーないしはフリーアナウンサーを聞き役として同席してもらい、芸能デスクの立場から対談形式で、アイドルの特集番組を行っていたこともある。

## 経歴
- 1988年 - 全国朝日放送株式会社に入社
- 2015年 - 株式会社テレビ朝日報道局報道情報センター 芸能デスクキャップ

## 出演番組
- ドデスカ!（名古屋テレビ放送） - 金曜日のみ芸能コメンテータとして出演
- グッドモーニング!（テレビ朝日系列） - 不定期出演
- モーニングバード （テレビ朝日系列）- 不定期出演